# Colonia la Chiripa
Colonia la Chiripa är en ort i Mexiko.   Den ligger i kommunen Silao de la Victoria och delstaten Guanajuato, i den centrala delen av landet, 290 km nordväst om huvudstaden Mexico City. Colonia la Chiripa ligger 1 765 meter över havet och antalet invånare är 174.
Terrängen runt Colonia la Chiripa är en högslätt. Runt Colonia la Chiripa är det tätbefolkat, med 297 invånare per kvadratkilometer. Närmaste större samhälle är Silao, 6,9 km nordost om Colonia la Chiripa. Omgivningarna runt Colonia la Chiripa är en mosaik av jordbruksmark och naturlig växtlighet.